# Висока млијечница
Висока млијечница (Lactarius pergamenus) је једна од најмасовнијих гљива распрострањена широм Југославије.

## Клобук
Величине је од  5-10 cm, јастучаст, затим по тјемену заравнат или плиће удубљен (не као лијевак, него са ужом јамицом); у младости са спирално подврнутим  рубом. Често зонално или зракасто наборан, односно уопштено нераван, с плитким јамицама. Кожица сува и храпава, тешко се гули. Мутнобијеле боје, односно као слонова кост, под притиском с временом (окер) посмеђи.

## Листићи
Листићи су врло густи, потпуно равно, рекли бисмо водоравно прирасли, понекад рачвасти, уски; воденасто до млијечнобијели. Озлијеђени посмеђе.

## Отрусина
Отрусина је бијела.

## Млијеко
Млијеко је млијечно бијело, у младих јако обилно, сирово пекуће љуто.

## Стручак
Величине је 6-12/ 1,5-2,5 cm  – увијек дужи него што  је клобук широк. Брашнасто сув, бијел, често уздужно наборан односно избраздан; ваљкаст или надоле помало ужи. Пун и тврд.

## Месо
Месо је еластично-тврдо, дебело, бијело, као крупица зрнасто на пријелому. Укус врло љут, без мириса.

## Хемијске реакције
Месо се формолом боји интензивно љубичастоплаво, млијеко на Калијум-хидроксид сумпорножуто.

## Микроскопија
Споре готово округле, 7-8,5/6-7 mi, бубуљице врло ситне, готово тачкасте, само дјелимично међусобно црткасто повезане.

## Станиште и распрострањеност
Једна од најмасовнијих гљива широм Југославије, рађа и за врућих и сушних мјесеци кад се јавља мало других гљива. Рађа у раштрканим групама, првенствено крај храстова и букава у нижим предјелима.